# Valeriana hengduanensis
Valeriana hengduanensis är en kaprifolväxtart som beskrevs av Hong De-Yuan. Valeriana hengduanensis ingår i släktet vänderötter, och familjen kaprifolväxter. Inga underarter finns listade i Catalogue of Life.